# 宵待草

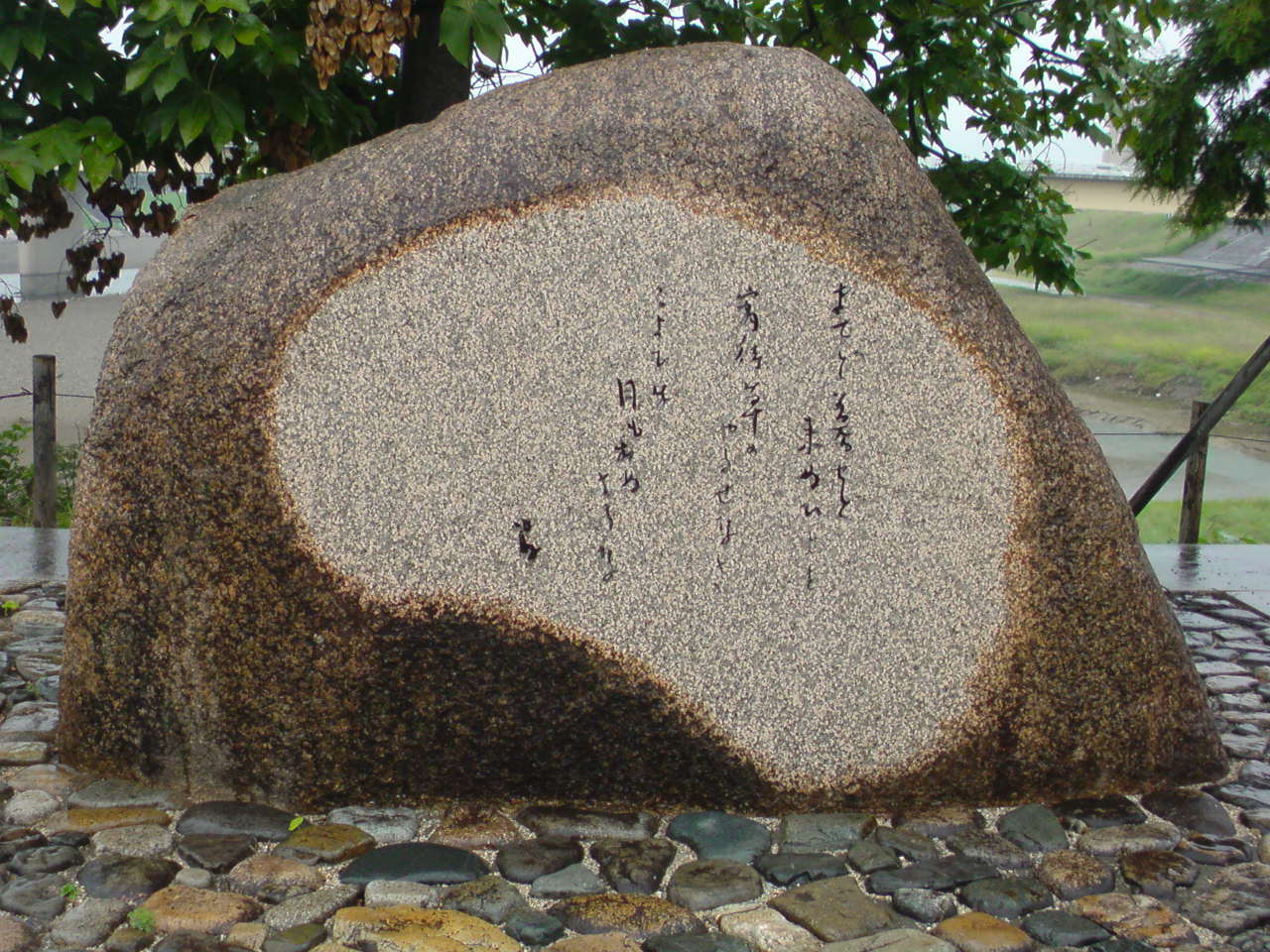
岡山市の後楽園入り口にある「宵待草」の歌碑

『宵待草』（よいまちぐさ）は、竹久夢二作詞、多忠亮（おおのただすけ）作曲の歌曲である。50年たらずの短い生涯にわたり恋多き竹久ではあったが、実ることなく終わったひと夏の恋によって、この詩は創られた。多忠亮により曲が付けられて「セノオ楽譜」より出版され、一世を風靡する。曲はハ短調で8分の6拍子である。

## 物語

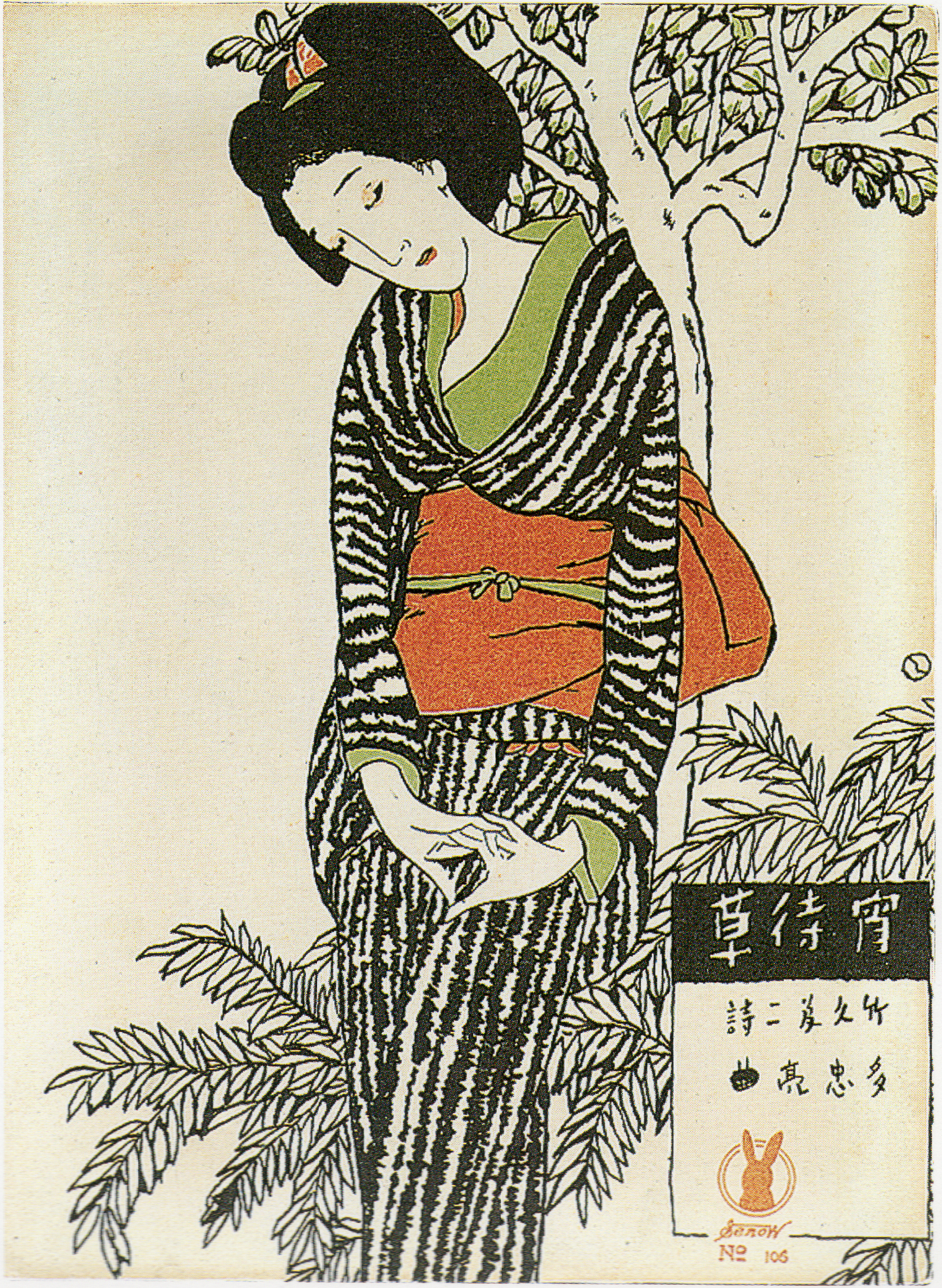
セノオ楽譜『宵待草』表紙 (1924年版、竹久夢二原画)

1910年（明治43年）竹久27歳の夏、前年話し合って離婚したにもかかわらず、よりを戻した岸たまきと2歳の息子虹之助を伴い、房総方面に避暑旅行する。銚子から犬吠埼に向かい、あしか（海鹿）島の宮下旅館に滞在した。ここは太平洋に向かう見晴らしの良さで、明治から多くの文人が訪れた名所である。
たまたま当地に来ていた女性、秋田出身の長谷川カタ（賢：当時19歳）に出会う。彼女は、成田の高等女学校の教師である姉のところに身を寄せていたが、長谷川一家も秋田から宮下旅館の隣家に転居しており、夏休みに家族を訪ねて来て、そこで竹久と出会ってしまうという次第である。
親しく話すうち彼女に心を惹かれ、竹久は呼び出してつかの間の逢瀬を持つ。散歩する二人の姿はしばしば近隣住民にも見られている。しかし結ばれることのないまま、竹久は家族を連れて帰京する。カタも夏休みが終わると成田へ戻り、父親は娘の身を案じ結婚を急がせた。
翌年、再びこの地を訪れた竹久は彼女が嫁いだことを知り、自らの失恋を悟る。この海辺でいくら待ってももう現れることのない女性を想い、悲しみにふけったといわれる。宵を待って花を咲かせる宵待草にこと寄せ、実らぬ恋を憂う気持がこの詩を着想させたのである。
この原詩が、1912年（明治45年）6月1日付の雑誌「少女」（時事新報社）に発表され、翌1913年（大正2年）11月、今の3行詩の形で絵入り小唄集「どんたく」（竹久の処女出版詩集：実業之日本社発行）に掲載された。これにヴァイオリン奏者・多忠亮が曲をつけ、1917年（大正6年）5月12日、第2回「芸術座音楽会」（牛込藝術倶楽部）で初公演された。翌1918年に「セノオ楽譜」（セノオ音楽出版社刊）の一編として竹久の表紙画で出版され、急速に日本中に広がり人気を得て、後々まで歌いつがれていった。
現在、ゆかりの地である千葉県・あしか島の海を見下ろす場所には、竹久の肖像と「宵待草」の一節が刻まれた文学碑（1971年建立）が建つ。

## 種の特定
本作の題名であり、歌詞にも記される「宵待草」とは、「マツヨイグサ属」の一種を指すものと考えられる。ただしマツヨイグサ属に属する種は多く、マツヨイグサ属のうちのマツヨイグサを指すものかどうかは断定できない。宵待草をマツヨイグサ属の種に分類されるツキミソウを指すものであるという説もある。
マツヨイグサ属に属する種の多くは夕刻に開花して夜の間咲き続け、翌朝には萎むことから、この花がはかなく一夜の恋を象徴するかのように描かれている。ちなみに、竹久自身の自筆記録（大正9年・日本近代文学館蔵・紙に墨書）においては「待宵草」となっている。いっぽう同じセノオ楽譜（No.106）の表紙であっても版により「待宵草（初版-4版）」「宵待草（5版以降）」の異なる2種類の表記がある。ある時期から竹久自身が音感の美しさにこだわって変更されたという説が有力である。

## 特記事項
- 『宵待草』の歌には「第2番」があったともいわれる。竹久が亡くなって4年後の1938年に、その爆発的人気にあやかり『宵待草』という映画が企画された。その際、映画の主題歌にはこの3行の歌詞は短すぎるとして、竹久と親しかった西條八十によって新たに第2番の歌詞が加えられた。ところがその歌詞の中に、宵待草の花が「散る」という表現があり、後日「マツヨイグサ属の植物の花は散らない」という指摘を受けて歌詞は訂正されたものの、第2番が歌われることはほとんどなかった。

- その後、賢（カタ）は、東京の竹久との間に文通もあったが、それもしばらくのことで、1912年（明治45年）4月11日、和歌山出身の音楽教師で作曲家の須川政太郎と結婚し、鹿児島・京都・彦根・愛知などを転任する夫を支えながら、一男三女を育て平穏な生活を送った。竹久のことについては寡黙だったが、尋ねられると笑って短く応えたという。晩年はあまり外出することもなく、大きな虫眼鏡で日がな「リーダーズ・ダイジェスト」を読んで過ごしたような女性だったという。1967年（昭和42年）7月26日他界（享年77）、政太郎の出身地である和歌山県新宮町（現・新宮市）の長徳寺の須川家墓所に夫と眠る。

- 一説では、大逆事件の被告人たちをモチーフにしたともいわれ、実際、竹久も事件時、2日間拘留されている。